# Alireza Heidari
Alireza Heidari (in persiano علیرضا حیدری‎; Teheran, 4 marzo 1976) è un ex lottatore iraniano, specializzato nella lotta libera.

## Palmarès

### Olimpiadi
- 1 medaglia:
  - 1 bronzo (Atene 2004 nei 96 kg)

### Mondiali
- 5 medaglie:
  - 1 oro (Teheran 1998 negli 85 kg)
  - 3 argenti (Ankara 1999 nei 97 kg; Teheran 2002 nei 96 kg; New York 2003 nei 96 kg)
  - 1 bronzo (Krasnoyarsk 1997 negli 85 kg)

### Coppa del Mondo
- 4 medaglie:
  - 3 ori (Spokane 1999 nei 97 kg; Fairfax 2000 nei 97 kg; Baltimora 2001 nei 97 kg)
  - 1 bronzo (Teheran 1996 negli 82 kg)

### Campionati asiatici
- 5 medaglie:
  - 4 ori (Teheran 1997 negli 85 kg; Tashkent 1999 nei 97 kg; Ulan Bator 2001 nei 97 kg; New Delhi 2003 nei 96 kg)
  - 1 bronzo (Xiaoshan 1996 negli 82 kg)